# Kepi i Gjuhëzës
Das Kepi i Gjuhëzës (in alten Quellen auch Kap Glossa, italienisch Capo Linguetta) ist ein felsiges Kap, das die Nordwestspitze der Halbinsel Karaburun und damit den westlichsten Punkt des Festlands von Albanien bildet. 
Das Kap bildet den östlichen Punkt der Straße von Otranto, die das Adriatische Meer vom Ionischen Meer trennt. Bis nach Apulien im Süden Italiens sind es rund 71 Kilometer.

“The most striking object on the west coast is Cape Glossa or Linguetta, on the Strait of Otranto. North of this cape the coast is low and sandy […] South of Linguetta the shores are rocky and indented […]”

„Der auffälligste Punkt an der Westküste ist Kap Glossa oder Lunguetta an der Straße von Otranto. Nördlich vom Kap ist die Küste flach und sandig […] Südlich von Linguetta ist das Ufer felsig und zerklüftet […]“

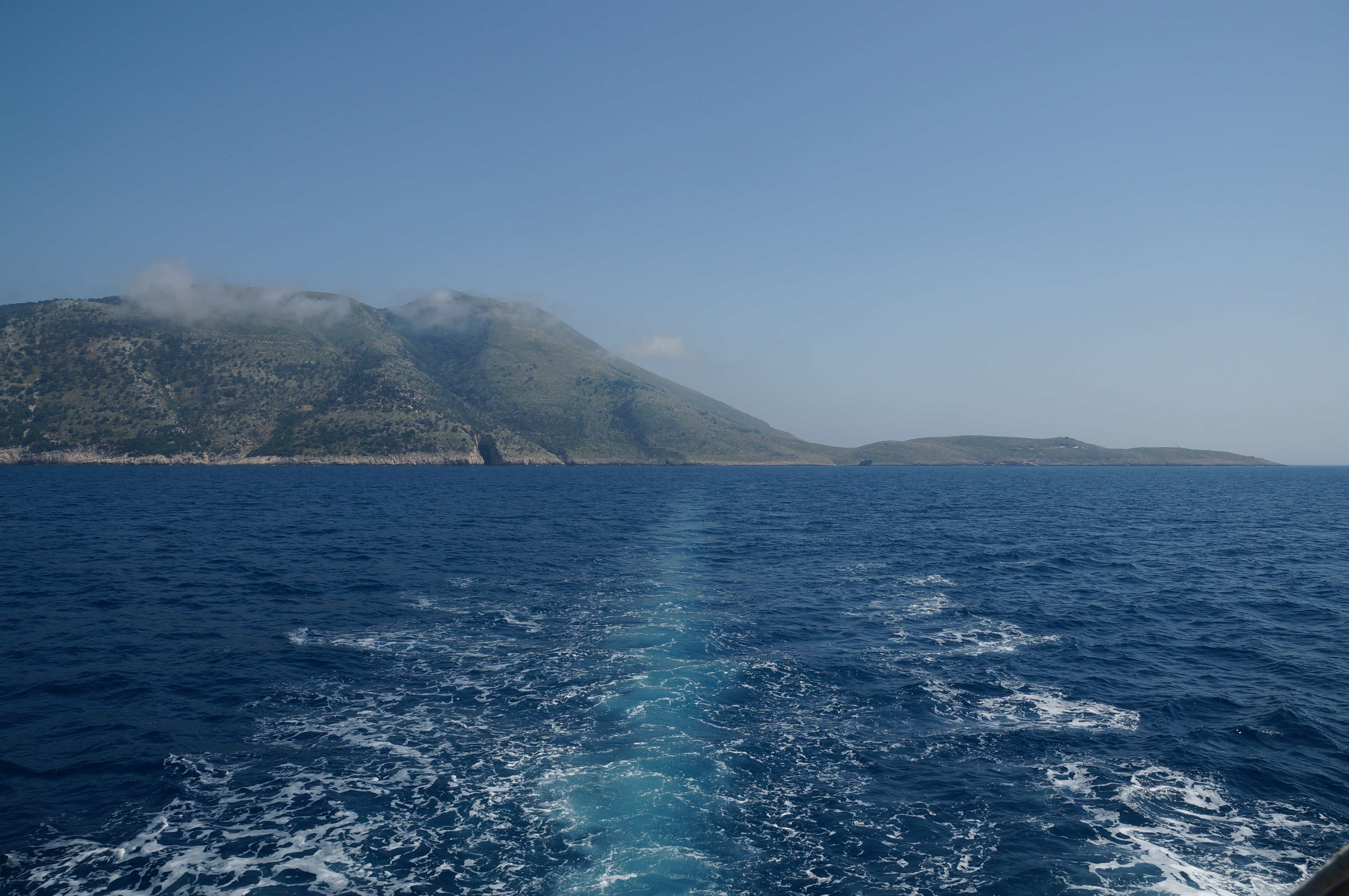
Die Karaburun-Halbinsel von Norden mit Landzunge und Kap rechts

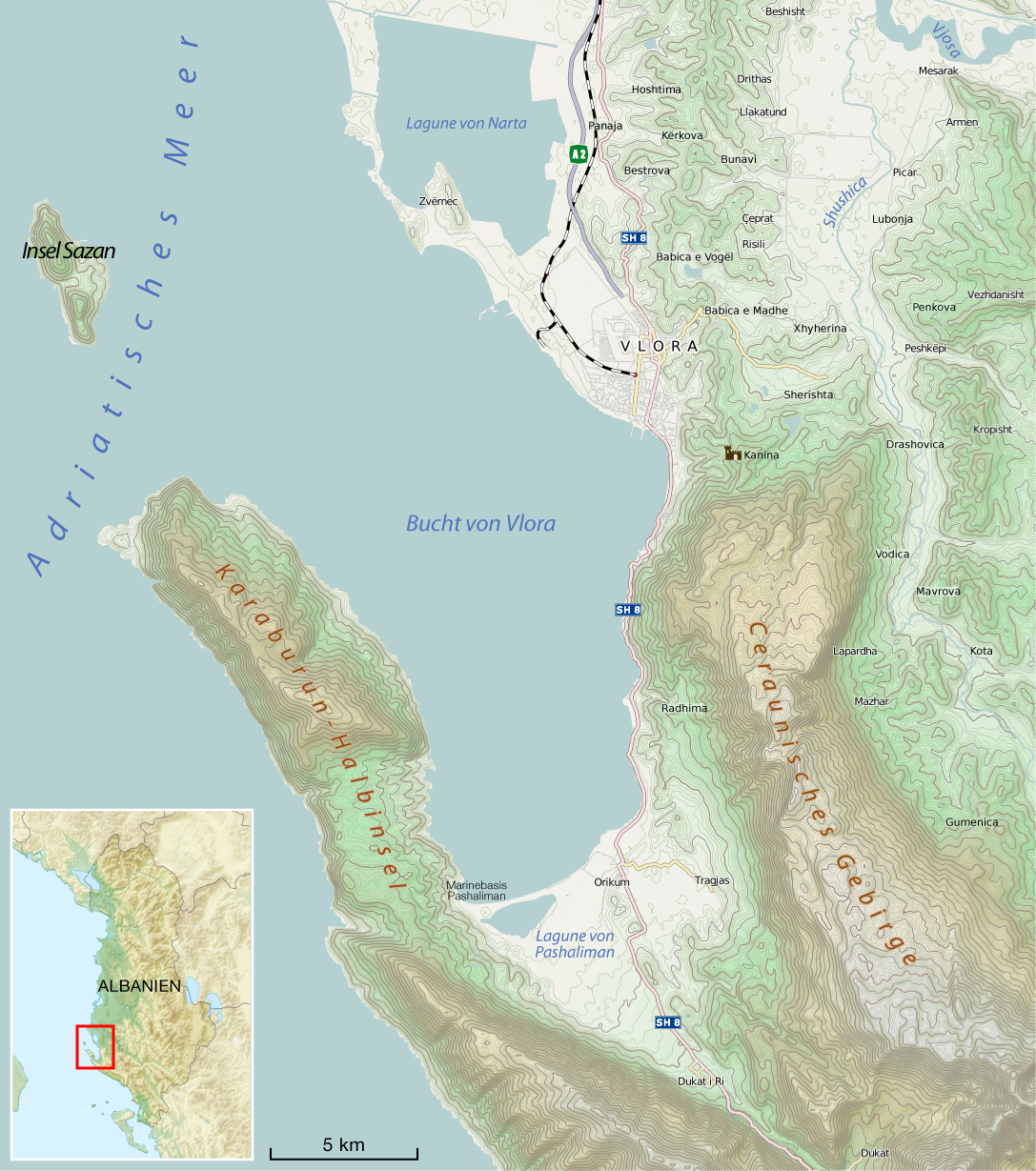
Karte der Bucht von Vlora mit dem Kap an der Nordwestspitze von Karaburun (rechts vom „Ad“)

Das Kap bildet eine vorgelagerte, breite Landzunge, die 1,2 Kilometer ins Meer ragt und nur 30 – 40 m ü. A. hoch ist. Die Karaburun-Halbinsel fällt aufgrund einer tektonischen Verwerfung östlich der Landzunge steil über 600 Meter ab (Maja e Hilqes: 732 m ü. A.) – steil abfallende Hänge prägen auch die Küste nördlich und insbesondere südlich der Landzunge, die flach ins Meer ragt und kaum 30 – überragt.
Von dieser sanft ins Meer hinausragenden Form soll der Name Zunge/Zünglein (albanisch gjuhëza, italienisch linguetta, griechisch Γλώσσα glossa) abstammen.
Die Landzunge ist fast vegetationslos, von karstigem Kalkstein geprägt. Keine zwei Kilometer nordöstlich befindet sich in der Steilküste die große Haxhi-Ali-Höhle. Die von der Landseite kaum zugängliche, abgeschiedene Küste rund um das Kap ist Teil des Marinen Nationalparks Karaburun-Sazan.
Auf der Landzunge stehen mehrere alte militärische Gebäude und unzählige Bunker. Am Kap wurde ein einfacher Leuchtturm errichtet: Der Metallmast auf einer Betonplatte ist rund acht Meter hoch und weist die Durchfahrt durch die Straße von Otranto.

## Sonstiges
Im Mai 2022 wurde in der Nähe des Kaps das Wrack des italienischen Truppentransporters Principe Umberto auf dem Meeresboden gefunden. Das Schiff war am 8. Juni 1916 von dem österreichischen U-Boot SM U 5 versenkt worden; fast 2.000 Menschen getötet wurden.